# Sucha Kopa Wielicka
Sucha Kopa, dla odróżnienia od innych nazywana Suchą Kopą Wielicką (słow. Guľatý kopec, niem. Kauliger Hübel, węg. Kerekdomb) – skalna wyniosłość ryglująca Dolinę Wielicką w słowackich Tatrach Wysokich i wraz z boczną granią Zwalistej Turni oddzielająca jej środkowe piętro od górnego piętra Doliny Zadniej Wielickiej. Wznosi się na wysokość 2121 m n.p.m. Od masywu Zwalistej Turni wzniesienie oddzielone jest szeroką Suchą Przehybą. W stokach opadających na nią znajduje się m.in. Zwalista Baszta.
Do Wyżniego Wielickiego Ogrodu opada stromym urwiskiem. Pomiędzy Suchą Kopą a Gerlachem znajduje się kotlinka z Długim Stawem Wielickim.
Sucha Kopa ma kopulasty wierzchołek, a stoki zawalone  rumowiskiem głazów. Dawniej miały tutaj swoje siedlisko świstaki.  Zachodnimi zboczami Suchej Kopy (od strony Długiego Stawu) prowadzi szlak turystyczny.

## Szlaki turystyczne
– zielony szlak z Tatrzańskiej Polanki przez Dolinę Wielicką na Polski Grzebień. Czas przejścia: 3:45 h, ↓ 2:45 h